# Bernhard Burgener
Bernhard Burgener (* 7. August 1957 in Basel) ist ein Schweizer Medienunternehmer und ehemaliger Präsident des Fussballclubs FC Basel.

## Leben
Burgener wuchs zusammen mit seinen beiden Schwestern Manuela und Carmen Burgener in Basel auf. Zur Schule ging er im Christoph Merian Schulhaus. Danach folgten fünf Jahre Mathematisches Naturwissenschaftliches Gymnasium und das Bäumlihof Gymnasium. Mit 16 entschloss er sich eine kaufmännische Lehre als Grundausbildung zu absolvieren. Er ist verheiratet, Vater von zwei Kindern und wohnt im aargauischen Zeiningen.

### Medienunternehmer
Im Alter von 25 Jahren gründete er die Sunset Video AG und eröffnete im Grossraum Basel Videotheken. Ein Jahr später verkaufte er diese. 1983 gründete er zusammen mit einem Partner die Firma Rainbow Video AG zum Vertrieb von Videos. Zwei Jahre später expandierte die Unternehmung in das Nachbarland Österreich.
1994 erwarb er mit Hilfe eines Partners eine Beteiligung an Highlight Communications und wurde zugleich Delegierter des Verwaltungsrats. Fünf Jahre später übernahm er das Präsidium des Verwaltungsrats und führte das Unternehmen im Mai desselben Jahres an die Börse. 1999 beteiligte er sich auch an der Constantin Film AG (seit 2002 eine Minderheitsbeteiligung, später eine Tochtergesellschaft von Highlight Communications), bei der er seit 2014 als Aufsichtsratsvorsitzender tätig ist. Von 2008 bis 2015 war er Vorstandsvorsitzender der Constantin Medien AG.

### FC Basel
Ab 1. Juli 2017 bis Mai 2021 war Burgener zudem Präsident des Verwaltungsrats und des Vereinsvorstands des FC Basel. Er gab als Ziel an, langfristig mit 6 bis 8 Basler Spielern im Team, unter ihnen 4 bis 6 aus dem Nachwuchszentrum, spielen zu wollen.
Burgener gilt unter den Fans als sehr umstritten wie zahlreiche Aktionen zeigen, die seinen Rücktritt als Präsident des FC Basel fordern.
Die Zeitung «bz Basel» berichtete am 16. Juli 2020 mit Berufung auf die «Handelszeitung», dass Burgener den Verkauf von 20 bis 30 % der FCB-Aktien an Centricus aus Grossbritannien plane. Die Firma sei auf Investments spezialisiert und müsste mehrere Millionen Franken für den Kauf aufwenden, das Interesse sei ein «strategisches Engagement in der Region Basel». Allerdings könne dieser Handel nur zustande kommen, wenn Minderheitsaktionär David Degen von seinem Vorkaufsrecht keinen Gebrauch mache. Am selben Tag berichtet die «bz Basel» ausserdem von «Schmierereien» an der Fassade der FCB-Geschäftsstelle in Basel: Mit roter Farbe sei in der Nacht auf den 16. Juli 2020 eine Protestbotschaft gegen eine Aktienbeteiligung von Centricus an die Aussenwand gemalt worden.
Am 29. September 2020 verkündete Bernhard Burgener in einem Interview auf der Vereins-Website, sich an der nächsten Generalversammlung nicht mehr als Vereinspräsident zu Wahl zu stellen. Mit der Kritik um seine Person habe dies nichts zu tun. Vielmehr sei der Entscheid im Rahmen eines längeren Prozesses gefällt worden. Er blieb weiterhin Mehrheitsaktionär der FC Basel Holding AG und somit Clubbesitzer.
Am 11. Mai 2021 teilte der FCB mit, dass Degen die Aktien von Burgener übernimmt.